# جوليا جونسون
جوليا جونسون (بالإنجليزية: Julia Johnson)‏ هي مغنية بريطانية، ولدت في 1982 في المملكة المتحدة.

## حياتها المبكرة
جونسون هي ابنة الكاتب والسياسي السابق ستانلي جونسون وزوجته الثانية جينيفر (ني كيد)؛ لديها أخ، ماكسيميليان، وإخوتهم غير الأشقاء من الأب هم بوريس، راشيل، جو، وليو جونسون.

## حياتها المهنية
كانت جونسون عضوًا مؤسسًا في مجموعة "Second Person" عام 2001 والتي ظلت نشطة حتى عام 2011.
أصدرت أول ألبوم منفرد لها عام 2-011 "أنا لست الليل - I Am Not The Night"، وتم تسجيله في "استديوهات ليفينغستون  للتسجيل - Livingston Recording Studios"، وإنتاج تريستان إيفيمي، وتم إصداره من خلال العلامة المستقلة Blue January.
صدر ألبومها المنفرد الثاني "Robber Bride" في يونيو 2014. أما عن روايتها الأولى للشباب "الحياة الأخرى - Otherlife"، نشرتها مطبعة أندرسن في يوليو 2016.

## حياتها الشخصية
في نوفمبر 2009، ذكرت صحيفة "ديلي تلغراف" أن جونسون كان مخطوبة لممول الأفلام كالوم غراي. في عام 2019، أشارت وسائل الإعلام الأسترالية إليها على أنها تزوجت من غراي.

## وصلات خارجية
- الموقع الرسمي
- جوليا جونسون على موقع IMDb (الإنجليزية)